# 小行星8622
小行星8622（英語：8622）是一颗围绕太阳公转的小行星。1981年3月1日，舒爾特·巴斯在赛丁泉山发现了此天体。
这颗小行星的绝对星等为91.60308867813838等。